# Kukunjevac
Kukunjevac is een plaats in de gemeente Lipik in de Kroatische provincie Požega-Slavonië. De plaats telt 233 inwoners (2001).